# Límni Kotýchi
Límni Kotýchi är en lagun i Grekland.   Den ligger i prefekturen Nomós Ileías och regionen Västra Grekland, i den sydvästra delen av landet, 210 km väster om huvudstaden Aten.